# مانويل أنطونيو (كاتب)
مانويل أنطونيو (بالإسبانية: Manuel Antonio)‏ هو كاتب إسباني، ولد في 12 يوليو 1900 في ريانتشو في إسبانيا، وتوفي في 28 يناير 1930 في Asados ‏ في إسبانيا بسبب سل.